# Paul Fort
Pour les articles homonymes, voir Fort.
Pour l’article ayant un titre homophone, voir Paul Faure.
Paul Fort est un poète et dramaturge français, né le 1er février 1872 à Reims (Marne) et mort le 20 avril 1960 à Montlhéry (Essonne).
Il est l'auteur d'une œuvre poétique abondante, réunie dans les Ballades françaises, mêlée de symbolisme, de simplicité et de lyrisme, utilisant le plus souvent le verset.

## Biographie

### Origine et formation
Jules-Jean-Paul Fort naît rue Caqué, à Reims, où son père est agent d'assurances. Il passe sa petite enfance à l’angle de la place Myron Herrick et de la rue du Clou-dans-le-Fer. En 1878, son père conduit sa famille à Paris. Paul Fort suit ses études secondaires au lycée Louis-le-Grand et entre en relations avec Pierre Louÿs et André Gide, tous deux élèves de l'École alsacienne.

### Expérience théâtrale
Il fréquente le café Voltaire, quartier-général des poètes symbolistes. Il rédige en 1889 un manifeste en faveur de la création d'un théâtre représentatif de ce groupe, qui rompt avec la scène naturaliste qui prévaut notamment au Théâtre Libre créé par André Antoine en 1887, ce qui motive son expulsion du lycée.
Voulant offrir une scène à Maurice Maeterlinck, dont il admire les drames, il crée en 1889, avec Lugné-Poe, le Théâtre d'Art, financé en partie par Tola Dorian, théâtre qui devient en 1893 le théâtre de l'Œuvre. Ce théâtre participe à révéler au public français les dramaturges nordiques Henrik Ibsen et August Strindberg.

### Carrière poétique

#### De 1896 à 1912

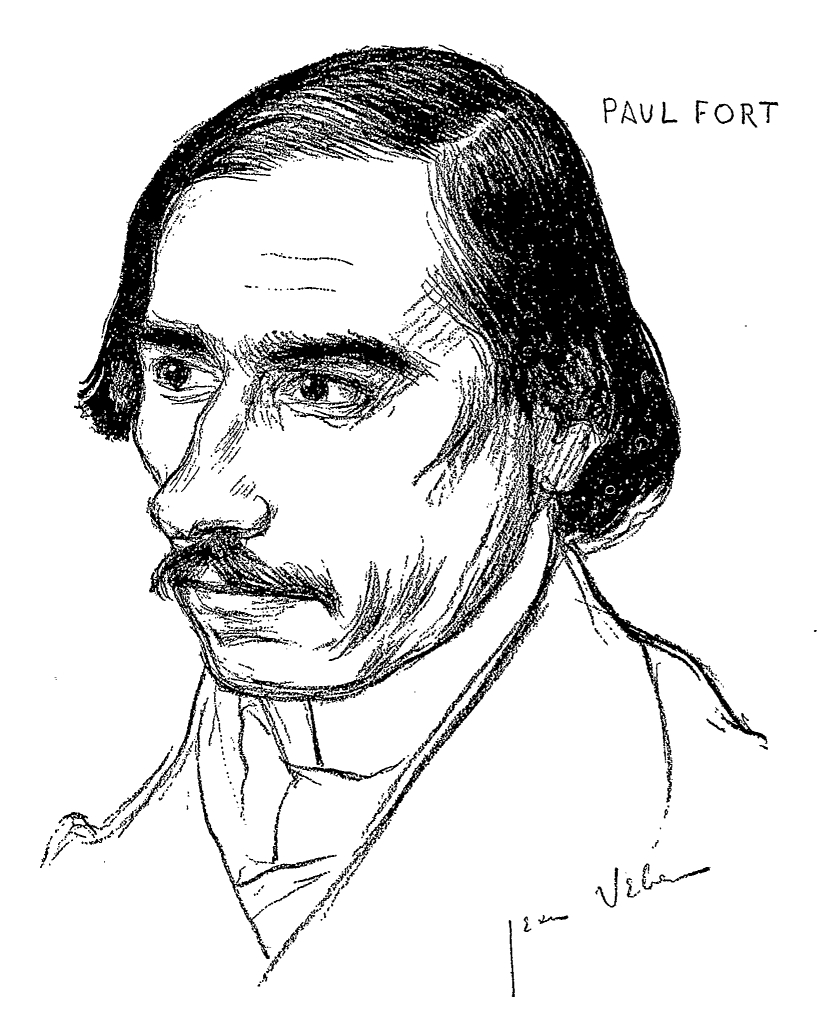
Paul Fort dessiné par Jean Veber en 1898.

L'aventure théâtrale s'étant achevée, il se consacre à la poésie. Il donne ses premiers poèmes au Mercure de France en 1896. Ces poèmes constituent le début des Ballades françaises (17 volumes écrits entre 1922 et 1958). Il entreprend la publication de revues comme Le Livre d'art en 1892 qu'il relancera en 1896 avec Maurice Dumont. Avec ce dernier, il édite L'Épreuve, Journal-Album d'art en 1894.
Il organise, dès 1903, des réunions de lecture poétique tous les mardis à la Closerie des Lilas. En 1905, il lance avec Moréas et Salmon la revue Vers et Prose, qui éditera notamment Guillaume Apollinaire, Max Jacob, Pierre Louÿs. Il la dirige avec Paul Valéry. Pierre Louÿs, qui rédige la préface au premier volume, définit les Ballades comme des petits poèmes en vers polymorphes ou en alexandrins familiers, mais qui se plient à la forme normale de la prose et qui exigent non pas la diction du vers, mais celle de la prose rythmée. Le seul retour, parfois, de la rime et de l'assonance, distingue ce style de la prose lyrique.
Fait commandeur de la Légion d'honneur, Fort contribue à donner au quartier du Montparnasse, à Paris, sa renommée artistique. En 1920, il y fait venir le jeune peintre japonais Ruytchi Souzouki qu'il a découvert au Brésil. 

#### De 1912 à 1946
Il est élu « prince des poètes » en 1912 à la suite d'un referendum organisé par cinq journaux : Gil Blas, Comœdia, La Phalange, Les Loups et Les Nouvelles. 350 auteurs votent pour Paul Fort, qui succède à Verlaine, Mallarmé et Léon Dierx.
En août 1913, il conduit à l'autel sa fille Jeanne, âgée de seize ans, qui épouse le peintre futuriste Gino Severini. Ce dernier a pour témoins Guillaume Apollinaire et Marinetti, l'auteur du Manifeste du Futurisme. Néanmoins, Apollinaire, dans une lettre du 30 septembre 1915 à Madeleine Pagès, écrit : « J'ai reçu le bulletin lyrique idiot où Paul Fort,  prince des poètes à la manque, chante les batailles de loin et en un langage vraiment stupide. »

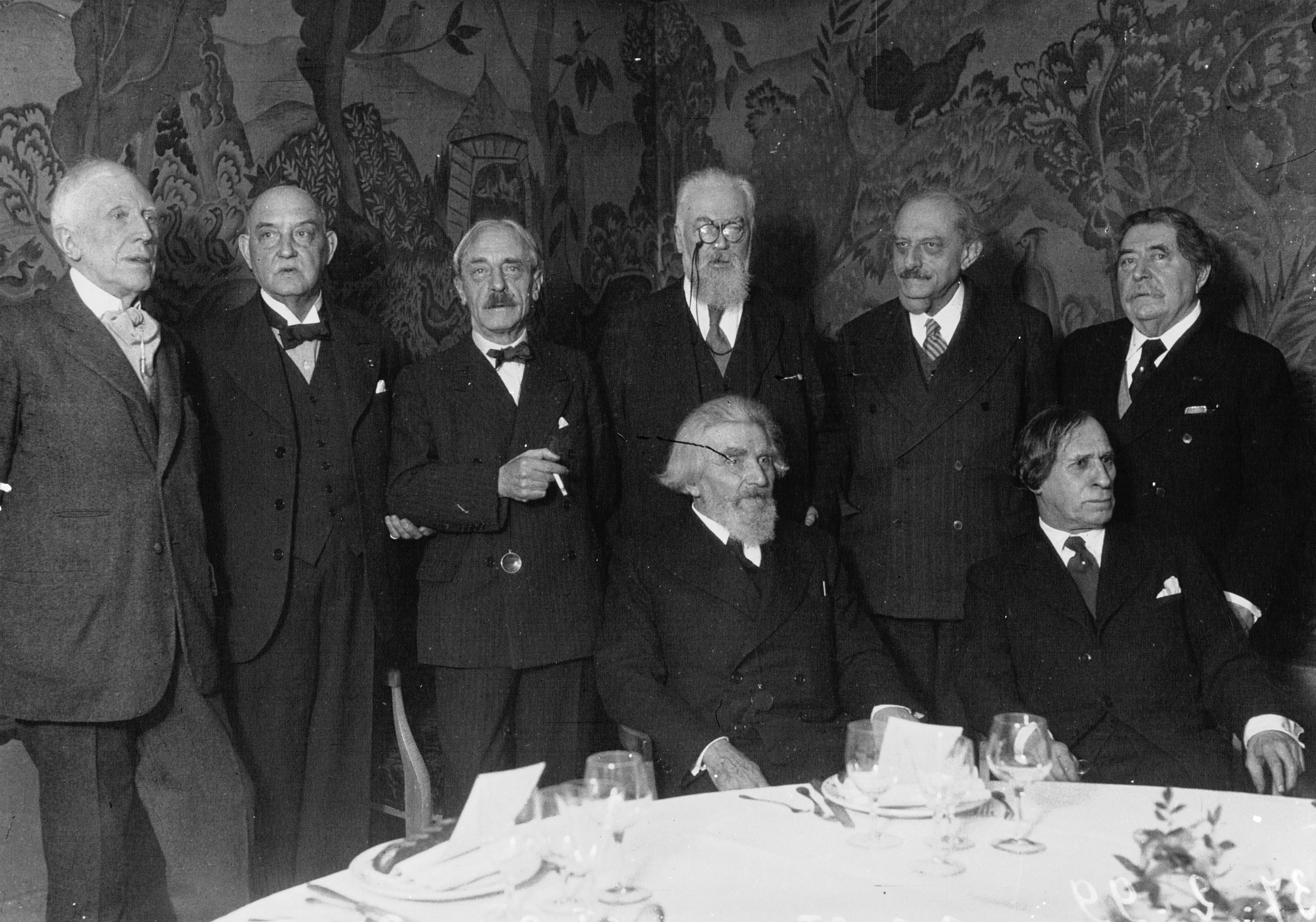
Posant avec d'autres fondateurs de l'Académie Mallarmé, à l’époque de la fondation de celle-ci en 1937. De gauche à droite, debout : Édouard Dujardin, Francis Vielé-Griffin, Paul Valéry, André-Ferdinand Hérold, André Fontainas, Jean Ajalbert. Assis : Saint-Pol-Roux, Paul Fort.

Fort est l'un des principaux membres du jury du Prix Jeunesse, créé en 1934. En 1936, candidat à l'Académie française, il retire sa candidature trois mois plus tard. Il est ensuite candidat à l'Académie Goncourt en 1943 face à André Billy, au siège de Pierre Champion, décédé en juin 1942. Cette élection revêt un aspect politique, Billy représentant la sympathie pour la Résistance, tandis que Fort incarne au contraire la tolérance envers l’occupant. En décembre, une minorité d'académiciens (J.-H. Rosny jeune, René Benjamin, Sacha Guitry, La Varende) refuse d'entériner l'élection de Billy qui a reçu cinq voix. Car Guitry et de la Varende ont signé une déclaration commune pour menacer de démissionner si ce vote était rendu public,, ce qui a effrayé le président Rosny jeune, lequel a suspendu à la fois l’élection et l’attribution du prix. Le résultat du vote et le choix de Billy ne sera rendu public qu’après la Libération.
Comme Paul Fort est venu s'installer à Nantes durant la seconde guerre mondiale, un petit cercle littéraire se forme autour de lui : Robert de la Croix n'est pas le moins enthousiaste autour du vieux maître toujours coiffé d'un béret rabattu sur l'oreille. À lui seront dédiés les Ballades nantaises. Aussi, après la Libération, quand plusieurs libraires nantais veulent créer une revue littéraire, font-ils appel au jeune marin, Robert de La Croix, saisi par la poésie, le chargeant de la rédaction en chef du nouveau titre : Horizon.
À la Libération Fort est présent sur une première liste d'auteurs frappés d'une interdiction de publier par le CNE (Comité national des écrivains, organe de la Résistance intellectuelle) à la fin de la guerre, puis à nouveau sur une liste de gens de lettre publiée au Journal officiel du 26 juin 1946.

#### De 1946 à 1960
Paul Fort revient officiellement à Reims, en 1954, inaugurer une exposition qui lui est consacrée à la bibliothèque Carnegie.
En 1956, il épouse Germaine Pouget (1893-1980), fille de Léo d'Orfer. Son neveu Robert épouse en 1911 la fille d’Alfred Vallette (1858-1935), directeur du Mercure de France, et de Rachilde (1860-1953). Sa fille Jeanne épouse le peintre italien Gino Severini.
Paul Fort meurt le 20 avril 1960 à Montlhéry (Essonne). Il est inhumé à Montlhéry dans sa propriété d'Argenlieu.

## Distinctions
- Commandeur de la Légion d'honneur (1953)

## Œuvre
Poésie
- Les Ballades françaises, environ 40 volumes, 1896-1958
- Florilège des ballades françaises, L'amitié par le livre, 1941
- Ballades nantaises, Aux portes du Large, 1947
- Complainte du petit cheval blanc

Théâtre
- La Petite Bête, comédie en un acte, en prose, Paris, Théâtre d'Art, 5 octobre 1890
- Louis XI, curieux homme, chronique de France en 6 actes, 1921
- Ysabeau, chronique de France en 5 actes, Paris, Théâtre de l'Odéon, 16 octobre 1924
- Le Camp du Drap d'or, chronique de France en 5 actes, 1926
- L'Or, chronique de France, en 3 actes, suivi de Ruggieri, chronique de France, en 1 acte, Paris, Théâtre de l'Odéon, mai 1927
- Guillaume le Bâtard, ou la Conquête de l'Angleterre, chronique de France en 5 actes, 1928
- L'Assaut de Paris, chronique de France en 4 actes, 1933
- Coups du heurtoir, mystère de Noël en 3 scènes, 1943

Varia
- Hélène en fleur et Charlemagne, (un des 126 volumes de la suite des Ballades française)  Mercure de France, 1921
- Île-de-France, illustré par Albert Váradi, éd. Georges Crès, 1925
- Histoire de la poésie française depuis 1850, avec Louis Mandin, 1926
- Mes mémoires : Toute la vie d'un poète (1872-1943), 1944

Quelques-uns de ses poèmes furent mis en musique et chantés par Georges Brassens : La Complainte du petit cheval blanc, La Marine, Comme hier, Si le bon Dieu l'avait voulu.
Le poème La ronde autour du monde a été traduit en italien, et mis en musique par le chanteur istrien Sergio Endrigo. Un texte extrait des Ballades françaises : La Grande Ivresse, a été mis en musique par le compositeur François Weigel en 2009 (commande de la ville de Reims pour le vingtième anniversaire du festival des Flâneries musicales).
Le 9 décembre 1913, Paul Fort enregistre La Voix des Bœufs, La Grande ivresse et La Ronde autour du monde aux Archives de la Parole, documents sonores conservés à la Bibliothèque nationale de France et consultables dans Gallica.

## Hommages

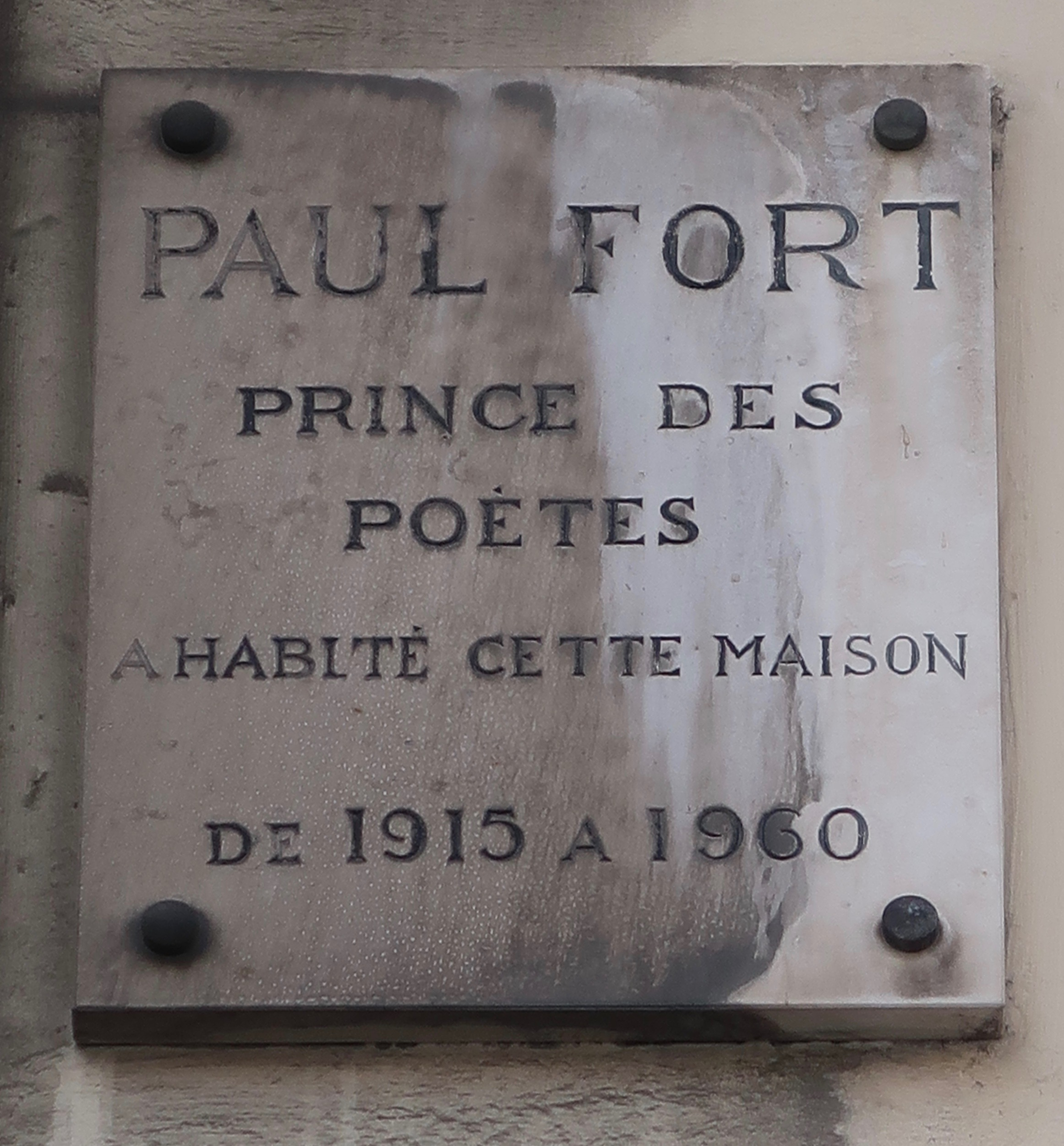
Plaque commémorative
au 34, rue Gay-Lussac, à Paris (5e).

- André Caplet, Cinq Ballades françaises sur des poèmes de Paul Fort (1920)
  - 1. Cloche d'aube
  - 2. La Ronde
  - 3. Notre chaumière en Yvelines
  - 4. Songe d'une nuit d'été
  - 5. L'Adieu en barque
  - L'Hymne à la naissance du matin (d’après Paul Fort), 1920  Plusieurs écoles et collèges français portent son nom, dont un collège dans sa ville natale.

- Une rue du 14e arrondissement de Paris porte son nom, ainsi qu'une salle de spectacle à Nantes sur la place Talensac.

- Georges Brassens, qui mit en musique plusieurs poèmes de Paul Fort, composa également un poème en son hommage : L'Enterrement de Paul Fort.

- Ferdinand Desnos a peint un tableau intitulé Le Poète Paul Fort à la Closerie des Lilas.